# Ties Koek

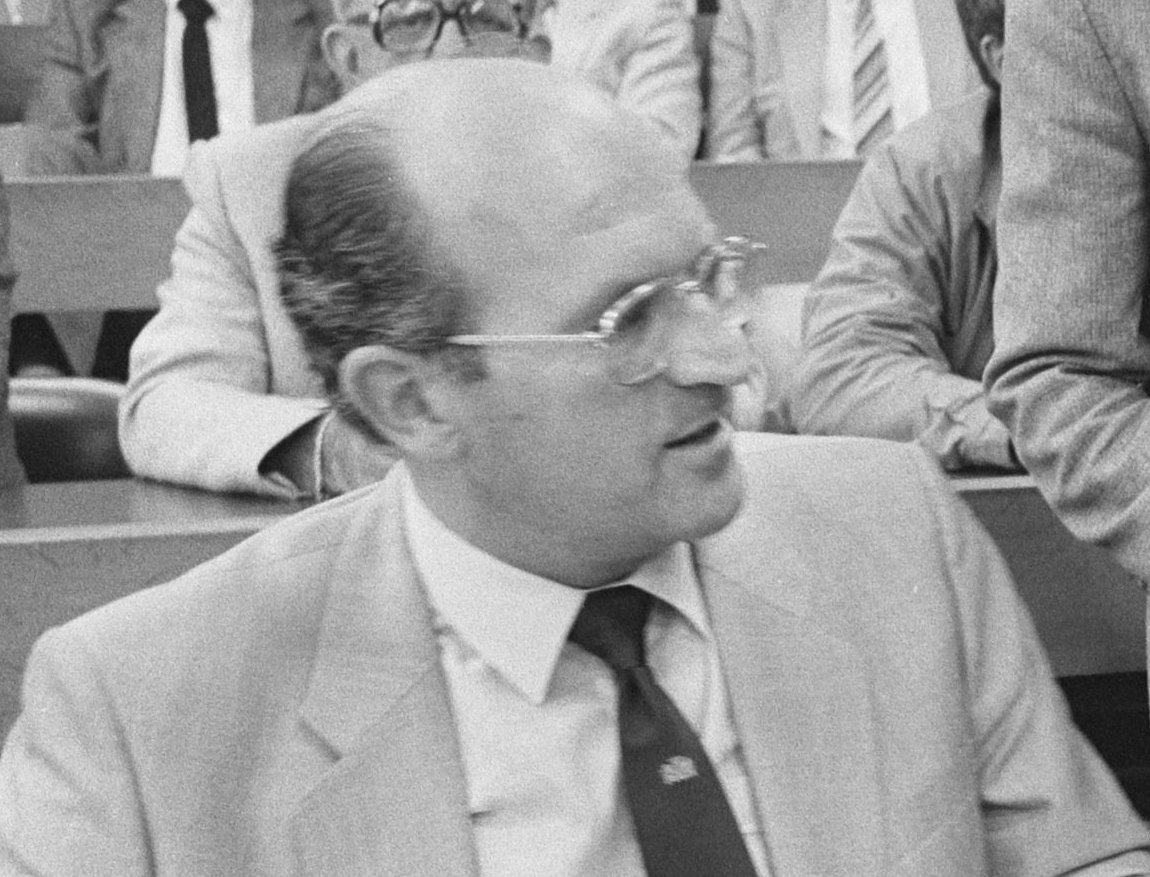
Burgemeester T.J. Koek (1984)

Ties Jan Koek (Finsterwolde, 19 oktober 1939 – Dieren, 20 november 2014) was een Nederlands politicus van de PvdA.
Na het vervullen van zijn dienstplicht ging hij in 1961 werken bij de gemeentesecretarie van Midwolda in welke gemeente zijn vader de eigenaar was van de klokkengieterij van de Fa. Gebr. Van Bergen. In 1964 maakte hij de overstap naar Schoorl en in 1967 werd hij de gemeenteontvanger van Beets en Oudendijk. Van die laatste gemeente was hij tevens de waarnemend gemeentesecretaris voor hij in juli 1971 benoemd werd tot burgemeester van Nieuweschans. In juni 1980 volgde zijn benoeming tot burgemeester van Winschoten en vanaf maart 1986 was Koek de burgemeester van Rheden. In maart 2004, na precies 18 jaar (drie ambtstermijnen van zes jaar), ging hij daar vervroegd met pensioen.